# Otello (opera, Verdi)
Den här artikeln handlar om Verdis opera. För Rossinis opera med samma namn, se Otello (opera, Rossini). För andra betydelser, se Othello (olika betydelser).

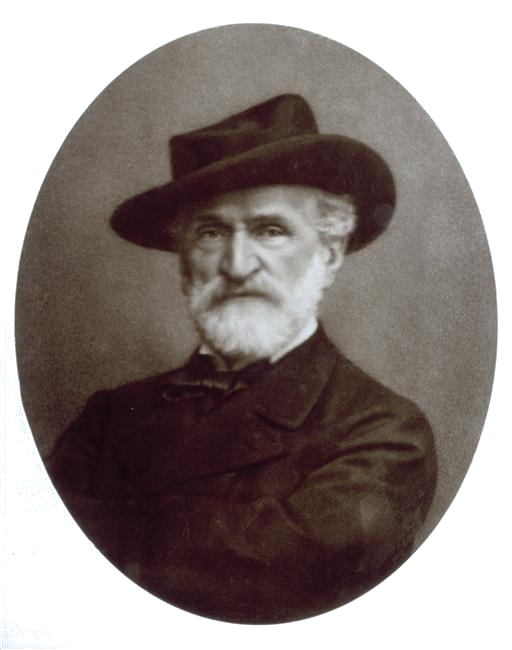
Giuseppe Verdi

Otello är en italiensk opera i fyra akter med musik av Giuseppe Verdi. Libretto är skrivet av Arrigo Boito och bygger på Shakespeares skådespel Othello. Verdi skrev Otello som sin näst sista opera, när han var 74 år, och rent musikaliskt betraktas denna som ett mycket moget och mästerligt verk där tonsättaren visar upp avancerad instrumentering och färdigheter i psykologisk gestaltning som krävs av ämnet och den utmanande lyriken. Librettot utarbetades av Arrigo Boito efter Shakespeares verk i översättning av Giulio Carcano och Victor Hugo. Verdi hade redan i Macbeth (1847) arbetat med Shakespeares texter, och hade även umgåtts med planer på att tonsätta Kung Lear men gav upp på grund av att han hade problem att göra verket trovärdigt som opera. Han återuppväckte alltså sitt djupa intresse för den engelske mästaren i sina två sista operor – Otello och Falstaff.

## Historia

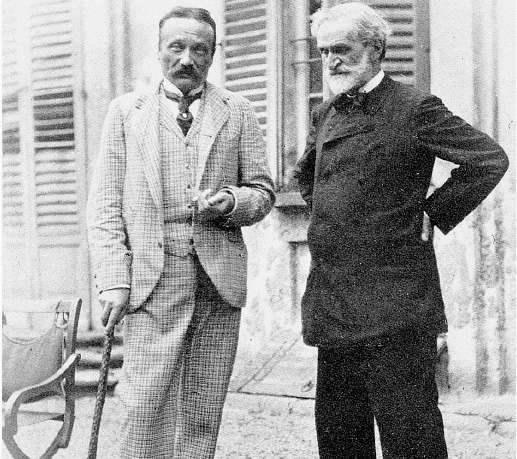
Arrigo Boito och Giuseppe Verdi

En av de unga italienska wagnerianerna var dramatikern och tonsättaren Arrigo Boito. Han hade lärt känna Verdi redan på 1860-talet, men skillnaden i deras estetiska ställningstaganden var alltför stor för att det till en början skulle kunna uppstå något närmare samarbete dem emellan. Boito fäste sig vid det som han ansåg vara billiga effekter i Verdis musik, och Verdi hade å sin sida inte mycket till övers för Boitos Mefistofeles. Det var Verdis förläggare Giulio Riccordi som sammanförde Verdi och Boiti. Verdi hade inte skrivit någon ny opera på många år då Giulio vid en middagsbjudning tog upp Shakespeares Othello. Genom listighet kunde han arrangera det så att Verdi blev intresserad av Boitos utkast till ett libretto över Othello. Valet av ämne var lyckligt. Samtidigt som Othello är den minst filosofiska av Shakespeares tragedier, bjuder den på de starkaste psykologiska kontrasterna. Boitos libretto anses som en av de bästa operatexterna som någonsin har skrivits. Han har koncentrerat handlingen och avstår från scenen i Venedig, som inleder Shakespeares drama. Istället visar han den segerrike Otello på höjden av hans ryktbarhet mitt under en havsstorm. Dramat leder i fortsättningen vidare fram mot Otellos våldsamma fall, som når sin botten efter mordet på Desdemona. För övrigt följer Boito mycket noga Shakespeares text och hans översättning är av hög litterär kvalitet. 
I november 1879 fick Verdi Boitos libretto. Han lade det åt sidan för att i stället studera Antonio Sommas libretto till Kung Lear, som han sysslade med som operaunderlag i hela sitt liv, och samarbetet med Boito avkastade först den reviderade versionen av Simon Boccanegra. Även bearbetningen av Don Carlos måste avslutas innan Verdi på allvar kunde ta itu med Otello. Det skedde i tre omgångar från mars 1884 till oktober 1885. Emellanåt avbröt Verdi arbetet därför att han trodde att Boito egentligen ville skriva musiken till sitt libretto själv, men missförståndet klarades upp och 1886 låg partituret färdigt.

### Premiären
Otello uruppfördes i Milano på La Scala (som inte hade varit skådeplats för en Verdi-premiär sedan 1845) den 5 februari 1887 under ledning av dirigenten Franco Faccio. Premiären hade emotsetts med största spänning av hela den musikaliska världen och framgången var sensationell. För uppsättningen i Paris 1894 hade Verdi i den tredje akten infört en stor ”etnografisk” balett med motiv från Venedig och Orienten.
Den svenska premiären ägde rum på Stockholmsoperan den 27 maj 1890. Den iscensattes åter på Stora Teatern i Göteborg den 6 december 1929 och på Malmö Stadsteater den 31 januari 1964. Den sattes upp på Folkoperan med premiär den 23 september 1995.

## Om operan
Trots det shakespeariska temat är operan mycket italiensk och verdisk till sin form, även om Verdi förde in nya lösningar som exempelvis avsaknad av förspel till den första akten och istället använde en körscen uppbackad av en stor symfonisk orkester. Verdi använde expressiva recitativ som flexibelt utvecklas, ofta med kromatiska element. De vokala partierna är alltid överordnade orkestern som på ett finstämt sätt kontrasterar och kompletterar utan att begränsas till rent ackompanjemang som i vissa tidigare Verdi operor. 
Operan erbjuder flera omtyckta och krävande avsnitt som till exempel kärleksduetten mellan Desdemona och Otello i första akten Già nella notte densa, Jagos berömda Credo in un Dio crudel i den andra akten, Desdemonas Ave Maria piena di grazia i den fjärde akten och den efterföljande dramatiska finalen.

### De viktigaste rollerna

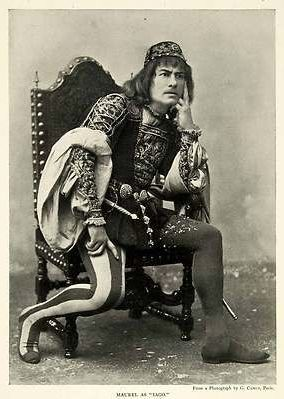
Barytonen Victor Maurel som den förste Jago 1887. Maurel försökte övertala Verdi att döpa om operan till Jago.

#### Jago (Iago)
Verdi hade ända sedan 1879 ägnat sig år rollgestalterna i sin planerade opera. Till en början var han mest intresserad av Jagos karaktär. Det är talande att operan under tillkomsttiden ännu länge bar den provisoriska titeln ”Iago” (inte minst för att skilja den från Rossinis ännu populära Otello). Först 1886 bestämde sig Verdi slutligt för att välja ”Othello” som titelroll. Jagos första solonummer är den snabba och schvungfulla "Dryckesvisan", som innehåller vissa ovanliga oregelbundenheter. Tonarten pendlar fortlöpande mellan h-moll, D-dur och A-dur, och även själva den musikaliska formen är svävande. I takt med att Cassio blir alltmer drucken och hans tankar alltmer orediga, blir även den musikaliska formen "berusad" och dryckesvisan versrader kommer i "fel" ordning. Jagos instrumentala karaktärsattribut, kromatiska glidningar och diaboliska drillar, gör sig ständigt påminda i visan. Det hela framstår som en uppiskad virvelvind, som mynnar ut i kaos. 
Det var Boitos idé att lägga in Jagos berömda "Credo" ("Gud är grym som har gjort grymma människor till sin avbild. Jag är ondskefull därför att jag är människa och jag känner det onda inom mig."), en trosbekännelse om gudlöshet, nihilism och ond vilja. Men "Jagos credo" tillkom inte förrän tidigast i april 1884, alltså först flera år efter det att urkonceptet till librettot låg färdigskriven. Ingenstans i Shakespeares skådespel finns en exakt förebild till den här monologen. Verdi reagerade genast entusiastiskt på Boitos förslag, och skapade en genial komposition; kedjan av diaboliska drillar, de skräckinjagande intervallsprången och de förväntansfulla pianissimopassagerna är kanske inte helt utan påverkan från Mefistofeles "sataniska" karaktär och färger. 
Med rollgestalten Jago skapade Verdi en fulländad avbild av Den onde, ett bemödande som, vad gäller låga mansröster, hade följt hans skapande ända sedan gestalten Wurm i Luisa Miller. Han vågade framställa den förstörande makten ända in i dess minsta konsekvens. Och det mest skräckinjagande är att Jago uppenbarar sig i normal mänsklig gestalt. Med stark intimitet och sensualism målar han upp för Otello hur Cassio viskat Desdemonas namn i sömnen, för att sedan låta allt gå upp i fjäderlätt rök i musiken. Detta är ju inget som Otello kan kontrollera, eftersom Cassio sägs ha yttrat detta i sömnen. Jago är obarmhärtigt och diaboliskt ond, och hans ondska är lika uppenbar i operan som i pjäsen.

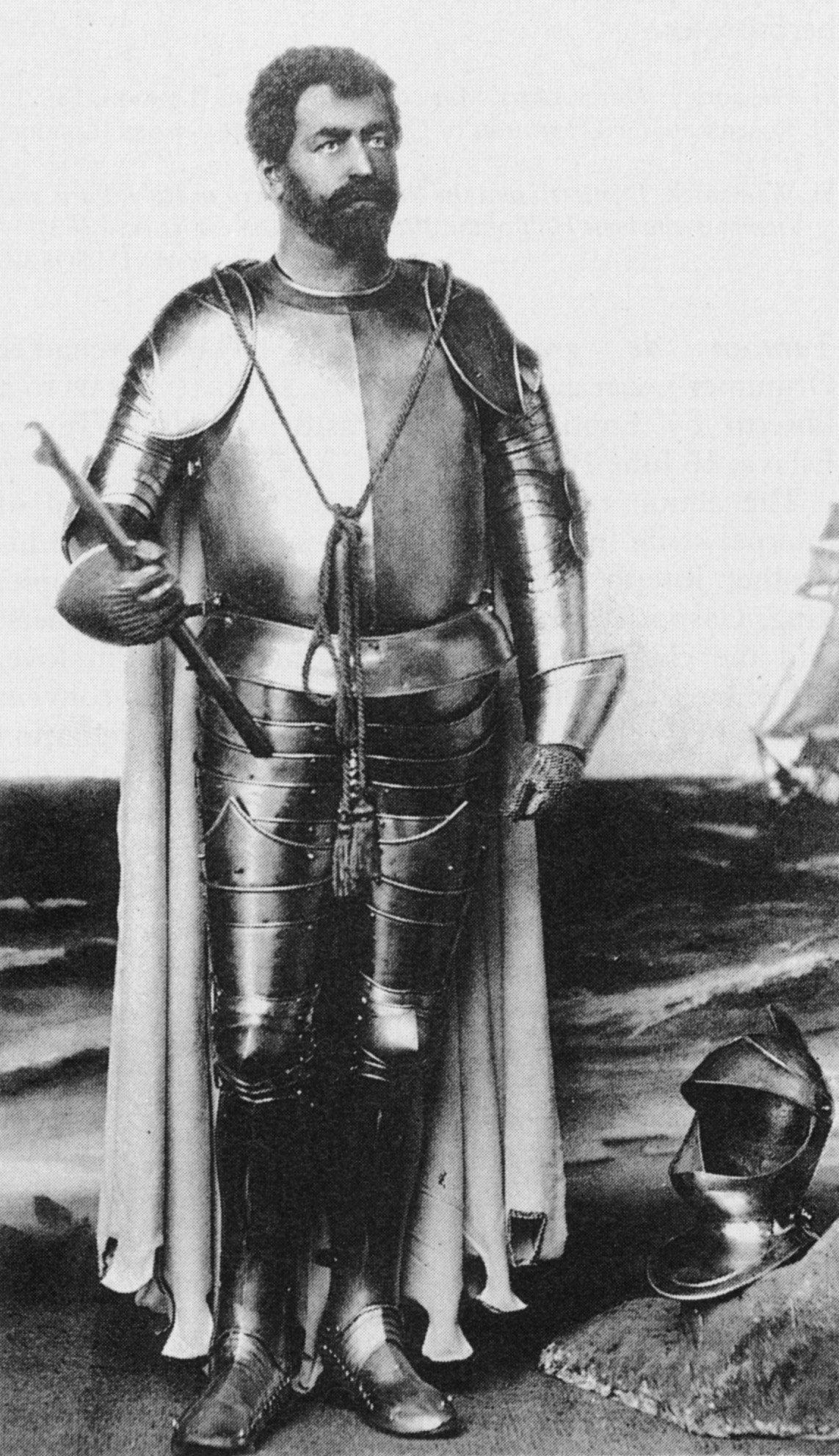
Francesco Tamagno som Otello vid premiären 1887.

#### Otello
Otello är den största och svåraste av alla Verdis tenorroller, kanske den svåraste i 1800-talets operalitteratur överhuvudtaget, endast jämförbar med Tristan. Partiet är i likhet med Radamès parti i Aida skrivet för vad som brukar kallas för en dramatisk tenor. Otellos parti är högst mångfasetterat: förtvivlan, ironi, intimitet och vansinne följer omedelbart på varandra. Enligt Verdis och Boitos föreställning är Otellos grundkaraktär inte erico ("heroisk"), utan cupo e terribile ("dyster och skräckinjagande"), även om det naturligtvis också finns berömda ställen där Otello antingen visar upp sin hjältemodiga karaktär eller erinrar sig sitt forna hjältemod. Hans lysande entré i havsstormen i början av operan visar honom i full kraft (en stor utmaning för tenorer). Men i operans fortsatta förlopp kommer hjältetenoren alltmer sällan till uttryck och när den väl gör det, sker det nästan bara indirekt i form av ett självdestruktivt våld. Efter det att Jagos lögnaktiga gift börjat verka i Otello, tar han med en heroisk gest avsked från sin ryktbarhet. I "Edsduetten" får det här en nästan grotesk framtoning. Den segerrike härföraren svär tillsammans med den onde Jago en ed som leder till att hans egen lycka omintetgörs.

#### Desdemona
I operan faller ett särskilt ljus på Desdemona. Hon är en ängel, inte bara i kraft av Shakespeares karakterisering av rollen, utan i ännu högre grad tack vare Verdis förtrollande musik. Hon har en aura av förorättad oskuldsfullhet och en karaktär som gör henne närbesläktad med drottning Elisabeth i Don Carlos. Verdi försåg Desdemona med ojämförligt vacker och nobel musik, som knappast har sin like ens i tonsättarens övriga verk. Uppbyggnaden av Desdemonas scen i fjärde akten motsvarar i hög grad den i den andra italienska Otellooperan (Rossinis Otello) från 1800-talets början. Desdemonas och Emilias förtroliga samtal på tumanhand förlades i båda operorna till inledningen av sista akten, som upptakt till den alltmer tillspetsade tragedin (istället för som avslutning till näst sista akten som hos Shakespeare). Såväl hos Rossini som hos Verdi skapar en fin prolog den här scenens vemodiga atmosfär - hos Verdi ren kammarmusik för träblåsare. Och i båda operorna avslutas scenen med en bön, ett dramatiskt moment som saknas hos Shakespeare. Verdis "Ave Maria" är en fri parafras av texten till den katolska bönen. En sådan här bön är en karakteristisk musikinlaga, typisk för den konventionella operatraditionen och återfinns även i många andra Verdioperor. 

De strukturella grunddragen i "Videvisan" är mycket lika hos Rossini och Verdi. I båda fallen rör det sig om en strofvisa med "prosaiska" recitativiska avbrott. Den fina och konstfulla utformningen av scenen (visan avbryts emellanåt av korta replikskiften mellan Desdemona och Emilia) härrör från Shakespeare själv. 

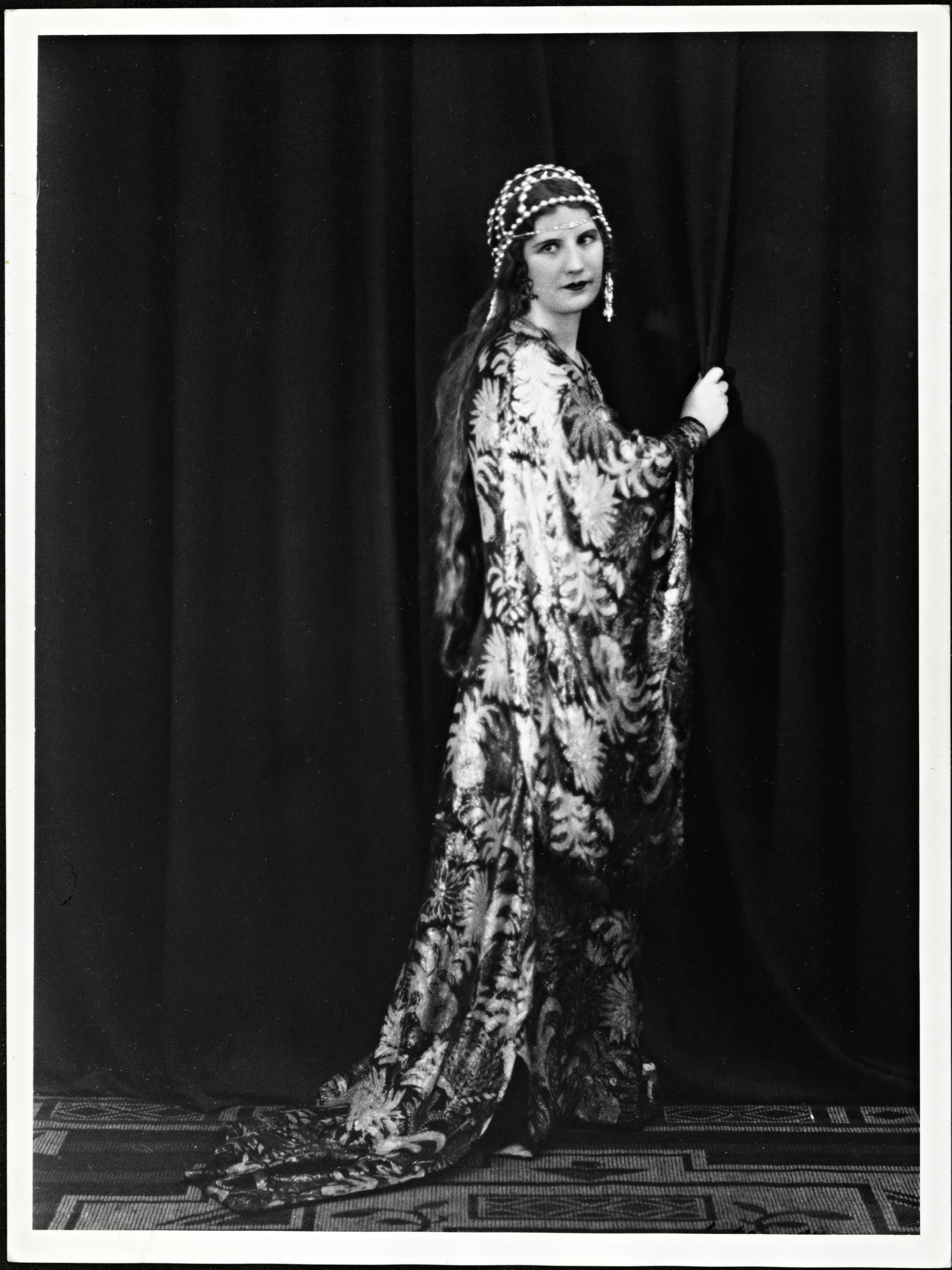
Kirsten Flagstad som Desdemona 1921.

Till och med episoden med vindstöten - skräcken som de onda aningarna framkallar hos Desdemona - är effektfullt och målande tonsatt av både Rossini och Verdi. Shakespeares poetiska infall, att låta versraderna avbrytas av det upprepade ordet "willow" (it. salce, sv, vide), blir i Verdis musikaliska utförande till scenens verkliga juvel: klagomotivet "Salce, salce, salce" med den oackompanjerande lilla tersen, som bryter sig ur det harmoniska sammanhanget, verkar vara placerad mellan tankstreck och skapar en stämning som höjer helheten till en transcendental nivå.

#### Otello - Desdemona
Kärleksduetten som avslutar första akten är ett överraskande modernt sätt att närma sig duettformen. Själva situationen är en uppfinning av Boito, fristående från Shakespeare. Enligt texten handlar det om en tillbakablick, som är avsedd att infoga handlingsmotivet från den strukna Venedigakten i operans kontext. Men förutom den här dramaturgiska funktionen ger duetten även en lyrisk möjlighet, som en operatonsättare knappast kan avstå ifrån. Den oväntade stämföringen i tonartsbytet, de vågade harmonierna och instrumentationens kammarmusikaliska finesser får duetten att framstå som ett tusenfärgat kalejdoskop. Den flödar över av lycka och musikalisk skönhet. Duettens kulminationspunkt är "Kyss-" eller "Kärleksmotivet", som blir till dess motto. I operans sista akt återvänder "Kyssmotivet", som en ramtanke till hela tragedin och blir till en symbol för den döende Otellos kärlek och rening. Otellos enda monolog i operan (akt III) är en bekännelse om den djupa själsliga nöd han befinner sig i, ett monotont mumlande på en enda ton. Temat är förlagt till orkesterackompanjemanget: ett kromatiskt fallande basmotiv och en smärtfylld triolfigur i violinerna ger en hjärtskärande bild av hans känslor. Monologens avslutande melodiska del är inte någon cavatina eller cabaletta, utan en kort melodisk avrundning av formen.

## Personer
- Otello, av morisk härkomst, befälhavare över den venetianska flottan och ståthållare över Cypern för republiken Venedigs räkning (tenor)
- Desdemona, Otellos gemål  (sopran)
- Jago, Otellos fänrik  (baryton)
- Cassio, löjtnant vid livvakten (tenor)
- Roderigo, venetiansk adelsman  (tenor)
- Lodovico, sändebud från Venedig (bas)
- Montano, Otellos företrädare som ståthållare över Cypern  (bas)
- En härold (bas)
- Emilia, Jagos maka (mezzosopran)
- Soldater och sjömän från Venedig. Invånare på Cypern. Krigare från Grekland, Dalmatien och Albanien. Barn. En värdshusvärd. Fyra uppassare. (kör)

## Handling

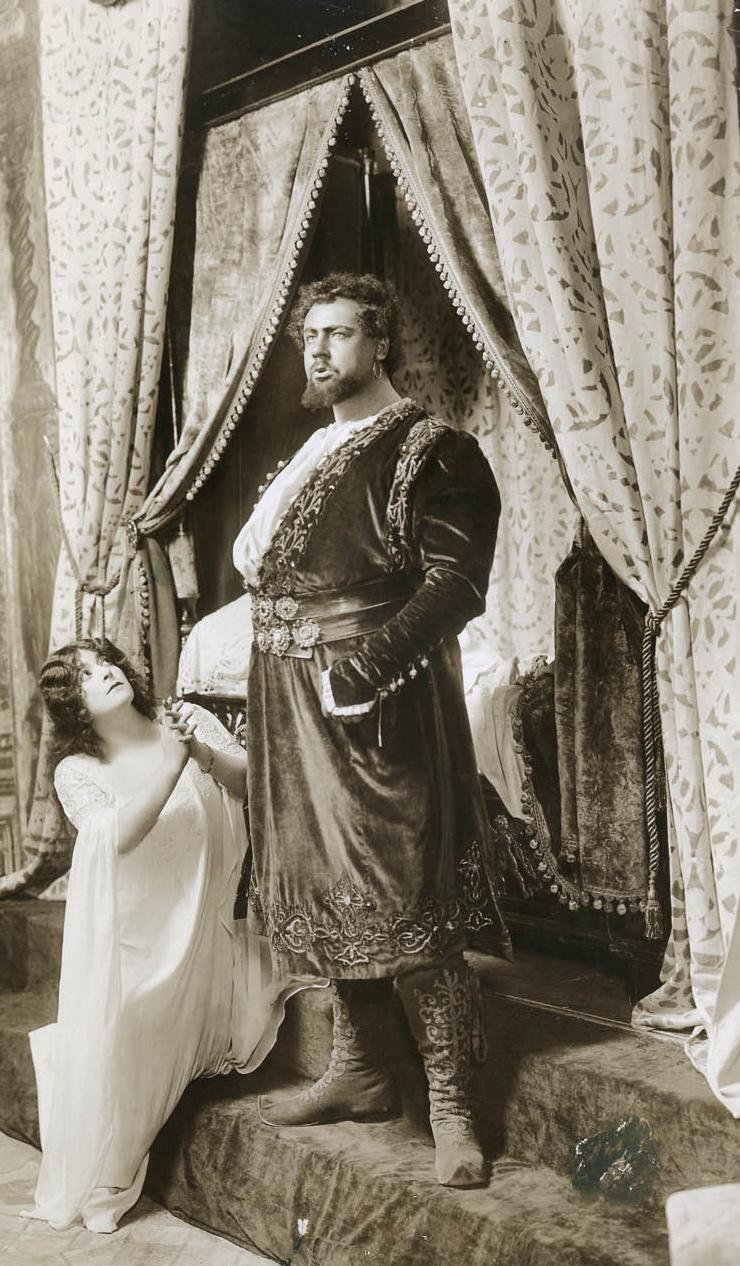
Frances Alda som Desdemona och Leo Slezak som Otello på Metropolitan 1909.

Operan utspelar sig i en sjöstad på Cypern i slutet av 1400-talet. Föreställningen varar omkring tre timmar.

### Akt 1
Cypern på 1400-talet. Otellos skepp går in i hamnen efter segerrikt krig mot turkarna. Det råder full storm och på landet råder stor fruktan att skeppet ska förlisa. Jago, besviken och avundsjuk på att Cassio utnämnts till kapten, börjar intrigera för att Cassio ska komma i onåd och får Cassio och Montano att duellera, vilket gör att Otello degraderar Cassio. Akten avslutas med en kärleksscen mellan Desdemona och Otello.

### Akt 2
Jago bestämmer sig för att bryta ner Otello, och deklamerar sin filosofi och tro (Credo). Han lurar Cassio att försöka ställa in sig hos Desdemona för att få förlåtelse hos Otello, och samtidigt försöker han väcka Otellos svartsjuka genom att antyda att Cassio uppvaktar Desdemona. Jago stjäl Desdemonas näsduk, som var en kär gåva från Otello. Vidare intrigerande får Otello att svära att hämnas och får stöd av Jago (ed-duetten).

### Akt 3
Otello ställer Desdemona till svars, men hon svär sig oskyldig. Jago utfrågar Cassio om hans kärleksaffär med en Bianca, som Otello uppfattar som erkännande att Desdemona var otrogen. Jago drar då fram näsduken som sista beviset. Trumpeter anmäler att ambassadören Ludivico anländer. Innan Otello möter gästerna utnämner han Jago till kapten. Vid festen meddelar Ludovico att Otello är kallad till Venedig och Cassio ska bli den nye guvernören. Otello förolämpar offentligt Desdemona.

### Akt 4
Desdemona förbereder sig för att gå till sängs och ber Ave Maria. Otello kommer in i sovrummet och vill tvinga Desdemona att erkänna sin otrohet. När hon bedyrar sin oskuld tre gånger stryper han henne. Då rusar Emilia in och berättar gråtande att Cassio har dödat Roderigo. Hon ser den döende Desdemona och ropar på hjälp. Jago, Lodovico och Cassio rusar in. Emilia inser då hur vansinnet började och avslöjar sin mans svek, varefter Jago flyr och Otello tar sitt liv med en dolk och säger farväl till sin hustru.

## Berömda sångnummer
- Akt 1. Jublen alla! (Otello); "Eldkören". Eld utav glädje; "Dryckesvisan". Skänk i den milda saft (Jago); "Kärleksduetten". Nu uti nattens tystnad, då varje ton dör bort (Otello och Desdemona).
- Akt 2. "Jagos credo". Han som har danat mig och mina likar efter sitt sinn (Jago); "Svartsjuketemat" som en vampyr av ditt hjärteblod frossar (Jago); Men nu för evigt farväl lyckliga tider (Otello); "Edsduetten" Nu vid himlens varv däruppe, detta ord bekräftas må (Otello och Jago).
- Akt 3. "Otellos monolog". Vad annan smärta och sorg som än sändes av himlens vrede (Otello); "I stoftet" (Desdemona).
- Akt 4. "Videvisan". Hon tårar fällde på trolös kärlek med sorg i barmen (Desdemona);  "Ave Maria" O bed för alla dem som tåligt lida (Desdemona); "Otellos död" Frukten icke ...och du blek som den dräkt du bär! Förstummad men fager i döden (Otello).

## Inspelningar (urval)
- Otello. Jon Vickers, Mirella Freni, Peter Glossop, Stefania Malagu, Jose van Dam. Berliner Philharmoniker. Herbert von Karajan, dirigent. DG DVD 0734040.[3]